# Heinemannia festivella
Heinemannia festivella — вид лускокрилих комах родини злакових молей-мінерів (Elachistidae).

## Поширення
Вид поширений в Європі від Швеції на півночі, через Центральну Європу до Південної Європи, а також в Малій Азії, на Близькому Сході і в Центральній Азії.

## Опис
Розмах крил становить 14-18 мм.

## Спосіб життя
Імаго літають з травня по першу половину серпня. Харчова рослина невідома. Існують старі записи про [Solidago virgaurea]], але вони спірні. У Центральній Азії дорослі особини були знайдені на видах Lonicera'.